# Red recíproca

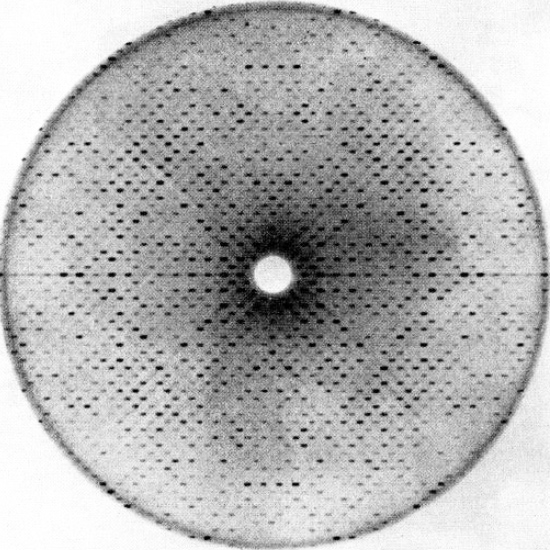
Difracción por un cristal: cada punto de difracción corresponde a un nodo de la red recíproca de la red cristalina

La red recíproca es un concepto usado en física y matemáticas para denotar a la transformada de Fourier de una red
en el espacio real. Los nodos o puntos que conforman la red recíproca están constituidos por todas las combinaciones lineales de una base vectorial en el espacio recíproco, también conocido en diversas aplicaciones como espacio de Fourier, espacio de momentos o espacio de fases. El espacio recíproco relaciona variables conjugadas y es un concepto fundamental para el análisis de procesos físicos en los que se produce una transferencia de momento. En cristalografía, los puntos de la red recíproca de la red de Bravais corresponden a las direcciones en las que se puede observar difracción por un cristal.

## Definición matemática
Sean {\displaystyle {\mathbf {a} }}, {\displaystyle {\mathbf {b} }} y {\displaystyle {\mathbf {c} }} los vectores base de una red cristalina, tal que cualquier punto de la red se puede expresar como una combinación lineal de estos vectores. Los vectores base de la correspondiente red recíproca {\displaystyle {\mathbf {a} ^{\ast }}}, {\displaystyle {\mathbf {b} ^{\ast }}} {\displaystyle {\mathbf {c} ^{\ast }}} se definen como:

{\displaystyle {\mathbf {a} ^{\ast }}=2\pi {\frac {{\mathbf {b} }\times {\mathbf {c} }}{{\mathbf {a} }\cdot {\mathbf {b} }\times {\mathbf {c} }}},\qquad {\mathbf {b} ^{\ast }}=2\pi {\frac {{\mathbf {c} }\times {\mathbf {a} }}{{\mathbf {b} }\cdot {\mathbf {c} }\times {\mathbf {a} }}},\qquad {\mathbf {c} ^{\ast }}=2\pi {\frac {{\mathbf {a} }\times {\mathbf {b} }}{{\mathbf {c} }\cdot {\mathbf {a} }\times {\mathbf {b} }}}}

De la definición se desprende que los vectores {\displaystyle {\mathbf {a} ^{*}}}, {\displaystyle {\mathbf {b} ^{*}}} y {\displaystyle {\mathbf {c} ^{*}}} son perpendiculares a los planos definidos por los vectores {\displaystyle {\mathbf {b} }} {\displaystyle {\mathbf {c} }}, {\displaystyle {\mathbf {a} }} {\displaystyle {\mathbf {c} }} y {\displaystyle {\mathbf {a} }} {\displaystyle {\mathbf {b} }} respectivamente; es decir, se cumplen las relaciones:

{\displaystyle {\mathbf {a} ^{\ast }}\cdot {\mathbf {a} }=2\pi ;{\mathbf {b} ^{\ast }}\cdot {\mathbf {b} }=2\pi ;{\mathbf {c} ^{\ast }}\cdot {\mathbf {c} }=2\pi }
{\displaystyle {\mathbf {a} ^{\ast }}\cdot {\mathbf {b} }=0;{\mathbf {a} ^{\ast }}\cdot {\mathbf {c} }=0;{\mathbf {b} ^{\ast }}\cdot {\mathbf {a} }=0;{\mathbf {b} ^{\ast }}\cdot {\mathbf {c} }=0;{\mathbf {c} ^{\ast }}\cdot {\mathbf {a} }=0;{\mathbf {c} ^{\ast }}\cdot {\mathbf {b} }=0}

Los vectores {\displaystyle {\mathbf {a} }}, {\displaystyle {\mathbf {b} }}, {\displaystyle {\mathbf {c} }} y {\displaystyle {\mathbf {a} ^{\ast }}}, {\displaystyle {\mathbf {b} ^{\ast }}} {\displaystyle {\mathbf {c} ^{\ast }}} son mutuamente recíprocos, es decir, la red recíproca de una red recíproca es la red cristalina original.

## Transformada Fourier de una red de Bravais y espacio recíproco
En una red de Bravais todos los puntos son equivalentes, es decir, las propiedades físicas de un punto cualquiera del espacio {\displaystyle \mathbf {r} } son idénticas a las de otro punto
relacionado por una translación {\displaystyle \mathbf {r} +\mathbf {T} }, donde {\displaystyle \mathbf {T} } es un vector de la red de Bravais. La expansión de Fourier de una función periódica {\displaystyle f(\mathbf {r} )} es:

{\displaystyle f(\mathbf {r} )=\sum \limits _{\mathbf {G} }F(\mathbf {G} )\exp(2\pi i\mathbf {r} \cdot \mathbf {G} )}

Como {\displaystyle f(\mathbf {r} )} debe ser igual a {\displaystyle f(\mathbf {r} +\mathbf {T} )}, se cumple que {\displaystyle \mathbf {G} \cdot \mathbf {T} =2\pi n}, donde {\displaystyle n} es un entero, lo que implica que el vector {\displaystyle \mathbf {G} } es el recíproco del vector {\displaystyle \mathbf {T} }. El conjunto de todos los vectores {\displaystyle \mathbf {G} } constituye el espacio recíproco.
La expansión Fourier se puede generalizar fácilmente a funciones no periódicas (periodo infinito) mediante la transformada de Fourier:

{\displaystyle f(\mathbf {r} )=\int F(\mathbf {G} )\exp(2\pi i\mathbf {r} \cdot \mathbf {G} )d\mathbf {G} }

Las variables {\displaystyle \mathbf {r} } y su correspondiente en el espacio recíproco {\displaystyle \mathbf {G} }, relacionadas por una transformada de Fourier, se denominan variables conjugadas. Son ejemplos de variables conjugadas la posición y el momento, y el tiempo y la frecuencia. Gracias a la relación recíproca es posible interpretar observaciones experimentales directas de la distribución de momentos en experimentos de difracción y espectroscopía y relacionarlos con la distribución espacial de átomos o partículas que no se pueden observar a simple vista.

## Celda unidad en el espacio recíproco
La celda unidad de un cristal se refiere a un conjunto de átomos a partir del cual se puede generar el cristal entero por traslación en las tres dimensiones del espacio, es decir, es el volumen definido por las intersecciones de una red de Bravais. La celda unidad se define por la longitud de sus lados
{\displaystyle a}, {\displaystyle b} y {\displaystyle c} en la dirección de los tres vectores base {\displaystyle {\mathbf {a} }}, {\displaystyle {\mathbf {b} }} {\displaystyle {\mathbf {c} }} espaciales y los ángulos {\displaystyle \alpha }, {\displaystyle \beta } y {\displaystyle \gamma } que los
ejes de la red forman entre sí.
Los correspondientes parámetros de la celda unidad en el espacio recíproco son:
{\displaystyle a^{\ast }={\frac {bc\sin \alpha }{V}};b^{\ast }={\frac {ac\sin \beta }{V}};c^{\ast }={\frac {ab\sin \gamma }{V}}}
{\displaystyle \cos \alpha ^{\ast }={\frac {\cos \beta \cos \gamma -\cos \alpha }{\sin \beta \sin \gamma }};\cos \beta ^{\ast }={\frac {\cos \alpha \cos \gamma -\cos \beta }{\sin \alpha \sin \gamma }};\cos \gamma ^{\ast }={\frac {\cos \alpha \cos \beta -\cos \gamma }{\sin \alpha \sin \beta }}}
El volumen de la celda unidad recíproca es:
{\displaystyle V^{\ast }=a^{\ast }b^{\ast }c^{\ast }{\sqrt {1-\cos ^{2}\alpha ^{\ast }-\cos ^{2}\beta ^{\ast }-\cos ^{2}\gamma ^{\ast }+2\cos \alpha ^{\ast }\cos \beta ^{\ast }\cos \gamma ^{\ast }}}}
{\displaystyle V^{\ast }} es el inverso del volumen de la celda unidad en el espacio real {\displaystyle V}, es decir:
{\displaystyle V^{\ast }V=1}
Cuando la celda unidad recíproca contiene solo un punto de la red, se la denomina zona de Brillouin, un concepto muy importante en física del estado sólido, puesto que la solución de una función de onda en un potencial periódico se puede caracterizar totalmente basado en su comportamiento en este volumen del espacio recíproco.

## Relación entre los nodos de la red recíproca y la difracción cristalina

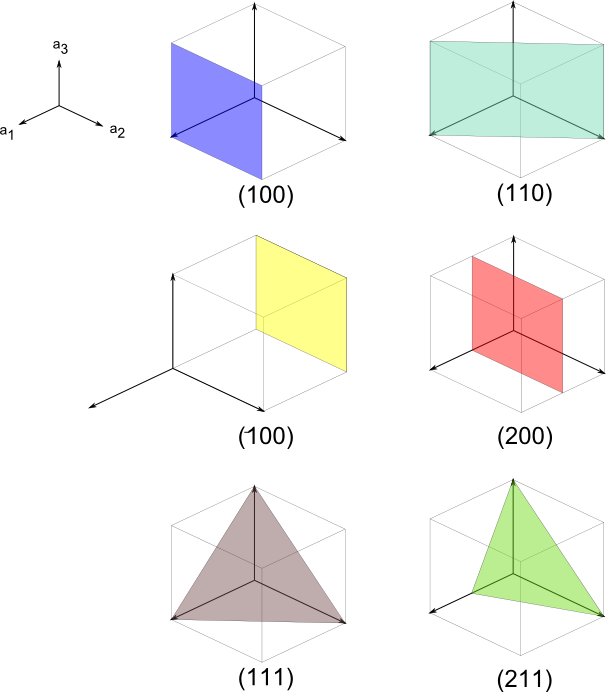
Planos de difracción e índices de Miller asociados en una celda unidad cúbica

El vector que une el origen {\displaystyle O} y el primer nodo {\displaystyle R} de la red recíproca en la dirección definida por el vector se puede expresar en términos de los vectores base {\displaystyle {\mathbf {a} ^{\ast }}}, {\displaystyle {\mathbf {b} ^{\ast }}} {\displaystyle {\mathbf {c} ^{\ast }}} y tres números {\displaystyle h}, {\displaystyle k} y {\displaystyle l} primos entre sí:

{\displaystyle OR=h\mathbf {a} ^{\ast }+k\mathbf {b} ^{\ast }+l\mathbf {c} ^{\ast }}

Se puede demostrar que las coordenadas {\displaystyle h}, {\displaystyle k} y {\displaystyle l} corresponden a planos en la red real perpendiculares al vector {\displaystyle \mathbf {O} R} y que interceptan un número entero de veces a la celda unitaria definida por {\displaystyle {\mathbf {a} }}, {\displaystyle {\mathbf {b} }} y {\displaystyle {\mathbf {c} }}. Esta relación se conoce como «Ley de Índices Racionales» o Ley de Haüy, y a {\displaystyle h}, {\displaystyle k} y {\displaystyle l} se los denomina índices de Miller. La relación proporciona la interpretación geométrica de la difracción de rayos X, neutrones o electrones por un cristal, en la que la radiación incidente es reflejada por planos virtuales del cristal que cumplen la Ley de Haüy, y el patrón de difracción generado por estas reflexiones está conformado por los nodos de la red recíproca de la red cristalina.